# Austrodecus frigorifugum
Austrodecus frigorifugum is een zeespin uit de familie Austrodecidae. De soort behoort tot het geslacht Austrodecus. Austrodecus frigorifugum werd in 1954 voor het eerst wetenschappelijk beschreven door Stock. 